# یسوعی‌ها

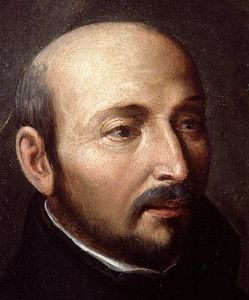
سنت ایگناتیوس لویولا مؤسس فرقهٔ انجمن مسیحی

یسوعی‌ها یا اعضای انجمن عیسی یا ژزوئیت‌ها فرقه‌ای مذهبی وابسته به کلیسای کاتولیک است. اعضای این فرقه را یسوعی، به‌معنی سربازان مسیح و پیاده‌نظام پاپ می‌نامند. علت این نام‌گذاری این است که مؤسس این فرقه که سنت ایگناتیوس لویولا نام دارد، قبل از کشیش شدن شوالیه بوده است. منظور از یسوع معلمان مسیح است. یسوعی‌ها خود را سربازان سپاه دیانت می‌خواندند.

## مؤسس فرقه
ایگناتیوس لویولا سرباز اسپانیایی بود که در سدهٔ ۱۶ میلادی می‌زیست. وی پس از ورود به کلیسا و قرائت انجیل، ادعا کرد دچار یک انقلاب روحی گردیده و دریچه‌ای از عالم معنی به رویش بازگردیده است. وی شدیداً تحت تأثیر پاپ و کلیسا قرار گرفته بود. به‌طوری‌که تصمیم گرفت سربازی در سپاه دیانت شود و برای پاپ و قطب روحانی شمشیر زند. قبل از اینکه هنوز دنیای کاتولیک دچار شکاف شود و نهضت پروتستان به وقوع پیوسته باشد، حتی قبل از آنکه لویولا نام مارتین لوتر را شنیده باشد، تصمیم به این کار گرفت. بر این اصل و اساس در حدود سال ۱۵۲۱ وی تصمیم به تشکیل «جمعیت عیسیٰ‌خواهان» یا انجمن عیسیٰ، یا یسوعی‌ها را گرفت. اما هنوز پاپ با این تصمیم موافقت نکرده بود.

## تأیید یسوعی‌ها از جانب پاپ
با گسترش نهضت پروتستان و اوج‌گیری اعتراضات نسبت به پاپ و کلیسا در اروپا و با توجه به اینکه کلیسا در شرایط وخیم سیاسی و مذهبی به سر می‌برد و برای جلوگیری از قدرت گرفتن نهضت پروتستان در اروپا باید اقدامی می‌کرد، سرانجام پاپ پل سوم رهبر کاتولیک‌های اروپا در سال ۱۵۴۱ موافقت خود را با تأسیس فرقه یسوعی‌ها اعلام نمود. لویولا نیز جوانان و سربازان وفادار به پاپ و کلیسا را جمع‌آوری نمود تا آن‌ها را برای فداکاری و خدمت بی‌چون‌وچرا در راه اهداف کلیسا تربیت نماید. یسوعیان سه اصل فقر، تقوا و اطاعت از پاپ، به‌عنوان نمایندهٔ خدا را بر خود واجب می‌دانستند.

## اقدامات مهم
دویست سال تمام یسوعی‌ها مربیان عمدهٔ فرهنگ اروپای کاتولیک‌مذهب به‌شمار می‌آمدند. کار به جایی رسید که در حدود پانصد مدرسه برای کودکان طبقات بالا و متوسط اداره می‌کردند. که در این مدارس علاوه‌بر دیانت، اصول اخلاقی، طرز رفتار و آداب معاشرت را که خاص یک نفر آدم شریف به کودکان می‌آموختند. از مهم‌ترین اقدام یسوعی‌ها این بود که از همه سرزمین‌هایی که در آنجا حکومت‌ها به مذهب پروتستان گرویده بودند، عضو انتخاب کنند مثلاً کاتولیک‌های انگلیس که در اروپا تربیت یسوعی یافته بودند به انگلستان برگشتند تا اساس سلطنت الیزابت اول را که خود را پروتستان معرفی کرده بود و کلیسا او را ملحد می‌شمرد واژگون سازند. همچنین یسوعی‌ها برای پاسداری از مقام پاپ، در برابر تمام اسقفان کشورهای گوناگون سرسختانه مقاومت می‌کردند.

## انحلال فرقه
گرچه به نظر می‌رسد که رسماً انجمن عیسی توسط پاپ کلمنت چهاردهم در سال ۱۷۷۳ منحل شد، اما عوامل سیاسی بسیاری در انحلال این فرقه مؤثر بود. در واقع بعضی از پادشاهی‌های اروپا که از گسترش بین‌المللی این گروه و افزایش قدرت آن‌ها که وابسته به پاپ و فارغ از دودمان سلطنتی بود واهمه داشتند، سعی در مرکزی‌سازی و سکولار کردن سرزمین‌های خود کردند. برخی کشورها مانند آمریکا از انحلال جلوگیری کردند، اما واقعیت آن است که قدرت مرکزی و سلطه آن‌ها به همان قرن هجدهم منحصر شد و نتوانستند پس از آن قدرت قبلی خود را به دست بیاورند.

## شمار یسوعی‌ها در جهان

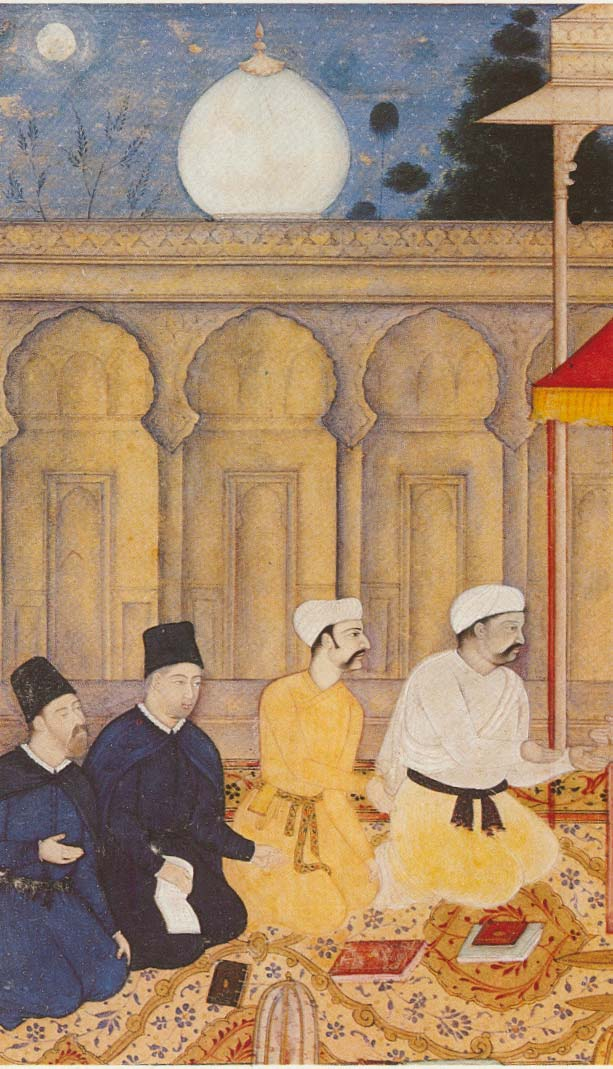
یسوعی‌ها در دربار اکبر در هند

فرقهٔ یسوعی بیشترین تعداد اعضا را به‌عنوان شاخه‌ای مخصوص مردان از کلیسای کاتولیک در جهان داراست. در ژانویهٔ ۲۰۰۷ تعداد اعضای این فرقه ۱۹٬۲۱۶ نفر شامل ۱۳٬۴۹۱ نفر کشیش، ۳٬۰۴۹ نفر دانشجوی دینی، ۱٬۸۱۰ نفر راهب و ۸۶۶ نفر نوآموز است. همچنین در همان تاریخ متوسط سن اعضای این فرقه ۵۷٫۳ سال برآورد شده است.